# MegaNet
MegaNet（メガネット）は、かつて存在した日本の民放ラジオネットワークの一つである。『MegaNet』は愛称であり、Megalopolis Radio Network（メガロポリス・レディオ・ネットワーク））が正式名称である。InterFM897をキー局としていた。

## 概要
1999年12月に、愛知国際放送 (RADIO-i) の開局発表と同時に発足したラジオネットワークであった。最末期は大阪府・福岡県で外国語放送を実施しているFMラジオ局2社のネットワークであったが、JFLとは異なり、東京都・北海道・愛知県に加盟局を持たなかった。FMネットワークとしては日本で3番目、AMを含めたラジオネットワークとしては5番目で日本で最新であった。
ネットワーク番組や特番のセールス、緊急時・災害時の放送協力などを通じて相互に補完・協力し、外国語FM放送の発展と媒体価値の向上を目指し、日本における国際交流の発展に寄与すること、日本国民と日本の外国人相互の親睦と融和を図ることを目的としていた。
発足当初は、JFLと通ずる理念で、番組内容だけは共通性を持ちつつ各加盟局独自で番組展開をする企画ネット番組での繋がりだったが、その後、InterFMをキーステーションとして、ネットワーク加盟局でもInterFM制作の番組が放送されていたこともある。InterFMは経営状況が厳しく、他局を支援する影響力に限界があった。
2002年に日本と韓国で開催されたFIFAワールドカップで、「外国人向けのFM局のネットワーク」である特徴を活かし、他の民放ラジオ全局とは異なるMegaNet独自の日本戦中継を実施した。英語による実況中継の音声をステレオで放送し、日本で大会を楽しみたい外国人のニーズに応えた。2006年のドイツ大会は、回線運用などの都合で他の民放に歩調を合わせて日本戦を民放統一放送したが、FM COCOLOは放送しなかった。2010年の南アフリカ大会は、実施局がLove FMのみであった。
外国語放送局として開局した各局は、国内在住の外国人や洋楽ファンからの支持はあったが、収益が好転せず苦境が続いた。特に愛知県をカバーする局は2度にわたる経営破綻の閉局を起こし、2020年7月以後は再び空白県となってしまった。
- InterFM897は2009年（平成21年）3月にテレビ東京の完全子会社となり、その後2012年6月20日からは木下工務店の子会社であるキノシタ・マネージメントの連結子会社（2013年に完全子会社）に、さらに2020年9月1日からは、MegaNetキー局でありながらもジャパンエフエムネットワーク (JFNC) の完全子会社かつ全国FM放送協議会 (JFN) の特別加盟局になった。同年11月1日からはJFNC制作番組を中心に、JFN系列の番組[注釈 4]を放送するようになった。また、在阪局との関係も、FM COCOLOとは後述のTOKYO CULTURE STORY終了後はネットが解消し、以降はエフエム大阪との相互ネット番組が多く編成されるようになった。
- FM COCOLOは事実上FM802（JFL加盟局）の傘下となり、2012年4月1日に放送事業の全てを株式会社FM802に譲渡し、1局2波体制で放送を継続している。事業譲渡後に旧運営会社の関西インターメディアは清算され、日本民間放送連盟の会員資格はFM802に統合されている。JFL加盟局が直接運営する放送局となっているため、編成の都合によりJ-WAVEなどのJFL他系列局が製作する番組がFM COCOLOに移行されることがあるほか、AM局のニッポン放送の番組を中心に、NRNの番組を独自に番販購入放送するようになった。
- 九州国際エフエムのLOVE FMは経営難に陥り西日本鉄道との事業譲渡交渉を行った結果、2011年1月1日付で天神エフエム[注釈 5]との間で、吸収分割により免許譲渡を行い、旧運営会社の九州国際エフエムは清算された。九州国際エフエムから引き継いで天神エフエムが日本民間放送連盟に加盟し、7月にラブエフエム国際放送に社名を変更した。親会社・RKB毎日ホールディングスが管理するRKBラジオでプロ野球開催期間ネット出来ない中央競馬実況中継（MBSラジオ配給）・競艇のスペシャルグレード・プレミアムGⅠ（全国発売相当の準SG級）競争（文化放送配給）の振替放送も実施している。
- RADIO-iは興和の完全子会社となったが、経営破綻して2010年9月30日に閉局して廃局となった。
- 2014年4月1日にInterFMは、東海地方で中継局となるInterFM NAGOYA[注釈 6]を開局し、同じ周波数で放送していたRADIO-iの閉局から3年半で新局開局したが、経営難および同社とInterFM897の親会社の木下グループのラジオ事業撤退を理由に2020年6月30日に閉局して廃局となった[2]。

放送対象地域は都道府県単位ではなく、「外国語放送実施地域」として都道府県の中の特定の自治体や空港のみが指定される形となっているが、中継局が少ないため放送対象地域であっても聴取できない事もある一方、スピルオーバーにより放送対象地域外でも広域で聴取する状態となっている。
日本の県域ラジオ放送をインターネット上で配信するサービスのradikoには、全ての加盟局が参加しており、配信対象地域が都道府県単位で固定されている都合上、実際の放送対象地域と大きく異なっている。ドコデモFMには、LOVE FMのみ参加していた。これは、当時JFN以外では唯一の参加局であったが、終了直前の2020年6月30日をもって離脱している。
日本民間放送連盟のウェブサイトにあるラジオネットワーク一覧では、InterFM897のJFN特別加盟後、しばらくはFM COCOLOとLOVE FMの2局がMegaNet系列局と掲載された。その後、時期不明であるが両局からMegaNetの記述が削除された。また、各局のウェブサイトにてMegaNetに関する記述が、FM COCOLOはFM802の1局2波となったタイミングで、InterFMはJFNに加盟したタイミングでそれぞれ削除された。LOVE FMのウェブサイトのみ、現在でもMegaNetに関する記述が存在するが、InterFM897の記載はJFN特別加盟後に削除されている。
FM COCOLO（運営はFM802）及びラブエフエム国際放送の2社は、ACジャパン（旧・公共広告機構）の正会員企業の一つであり、2社含む計1000社以上の民間企業・団体が所持する資源を少々出し、広告としてテレビのコマーシャルメッセージなどを通じて同団体の公共広告を放映・展開している。

## 参加していた放送局
| 愛称      | コールサイン | 親局周波数     | 運営会社             | 放送対象地域 （法令上は「外国語放送実施地域」）                    | 備考 |
| --------- | ------------ | -------------- | -------------------- | ------------------------------------------------------------------ | --- |
| interfm   | JODW-FM      | 東京 89.7MHz   | InterFM897           | 東京都区部・さいたま市・千葉市 横浜市・川崎市・成田国際空港        | 2014年3月までの社名はエフエムインターウェーブ 2015年9月までの愛称及び2017年3月までの社名はInterFM 2020年9月1日からは全国FM放送協議会（JFN）の特別加盟局でもある |
| FM COCOLO | JOAW-FM      | 大阪 76.5MHz   | FM802                | 大阪市・堺市・東大阪市 京都市・神戸市・尼崎市 奈良市・関西国際空港 | 2012年3月まで関西インターメディアが運営 |
| LOVE FM   | JOFW-FM      | 福岡 76.1MHz   | ラブエフエム国際放送 | 福岡市・北九州市・久留米市 大牟田市・佐賀市                        | 2010年12月まで九州国際エフエムが運営 |
| RADIO-i   | JOGW-FM      | 名古屋 79.5MHz | 愛知国際放送         | 名古屋市・瀬戸市・豊田市・岡崎市 常滑市・豊橋市・静岡県浜松市      | 2010年9月閉局 |
| Radio NEO | JOCW-FM      | 名古屋 79.5MHz | Radio NEO            | 名古屋市・瀬戸市・豊田市 岡崎市・常滑市・豊橋市                    | 2015年9月までの愛称はInterFM NAGOYA 2016年11月までInterFMが運営 2020年6月閉局                                                                                   |

## 代表的なネット番組
- BEAMS TOKYO CULTURE STORY(InterFM897、FM COCOLO、Radio NEO[注釈 15])
- RADIO EUTOPIA(FM COCOLO、InterFM897、Radio NEO)
- Sunrise(RADIO-i、Love FM)[注釈 16]
- After Dark(RADIO-i、Love FM)
- Journey(RADIO-i、Love FM)
- The Wolfman Jack Show(FM COCOLO)※ただしInterFMとは放送期間などが異なる
- WIKI WIKI HAWAII(2010年3月までは全局。2010年4月からはFM COCOLO以外)
- RADIO UP NINE(FM COCOLO以外)
- BILLBOARD BEST OF POPS（終了）
- TOYOTA GROOVE IN THE CITY（終了）
- DHC SOUND COSME（終了）
- BARAKAN BEAT（終了）
- Nite Crawler（終了）
- RADIO LATINA（終了）
- HITS ON DRIVE（終了）

など